# Zabiela górska
Zabiela górska (Habrophlebia lauta) – gatunek jętki z rodziny sześcielowatych.

## Taksonomia
Gatunek ten został opisany w 1884 roku przez Alfreda Edwina Eatona.

## Opis
Jętka ta osiąga od 5 do 7 mm długości ciała i dodatkowo od 6 do 11 mm długości przysadek ogonowych. Imagines latają w lipcu i sierpniu, zarówno wieczorem, jak i za dnia. Larwy przechodzą swój rozwój w płynących wodach rejonów górskich i podgórskich.

## Rozprzestrzenienie
W Europie gatunek ten został wykazany z Austrii, Bośni i Hercegowiny, Bułgarii, Chorwacji, Czech, Estonii, europejskiej Turcji, Finlandii, Francji, Grecji, Hiszpanii, Holandii, byłej Jugosławii, Litwy, Luksemburgu, Łotwy, Macedonii Północnej, Niemiec, Norwegii, Polski, Rumunii, Rosji, Słowenii, Szwajcarii, Ukrainy, Węgier i Włoch. Ponadto znany z Bliskiego Wschodu.